# Shido
Shido is het kleinste strafpunt in de judosport, wat judoka's ontvangen bij een kleine overtreding. Een dergelijke straf wordt bijvoorbeeld uitgedeeld indien een judoka te passief is of als een judoka zijn gevecht hervat zonder dat de scheidsrechter Hajime geroepen heeft.
Indien een judoka een Shido oploopt is dit slechts een waarschuwing. In de huidige spelregels geldt dat een judoka twee keer een Shido kan ontvangen en bij de derde keer uitgeschakeld is. Bij een zware overtreding kan een judoka via Hansoku-make ook direct worden gediskwalificeerd voor de wedstrijd. Bij een directe Hansoku-make is de judoka meestal ook voor het verdere toernooi gediskwalificeerd.
In de oude spelregels bestonden naast Shido en Hansoku-make ook de termen Chui en Keikoku wat overeenkwam met respectievelijk de tweede en derde Shido in het nieuwe systeem.